# Лисенчук Сергій Геннадійович
Лисенчук Сергій Геннадійович (нар. 6 січня 1972, Київ, СРСР) — український футбольний арбітр Першої національної категорії. Хобі — політика. Син футболіста і тренера Геннадія Лисенчука

## Суддівська кар'єра
- 1996 рік — арбітраж аматорів регіональних змагань
- 2000 рік — арбітраж аматорського чемпіонату України
- 2001 рік — арбітраж матчів Другої ліги
- 2004 рік — арбітраж матчів Першої ліги
- 2009 рік — арбітраж матчів Прем'єр-ліги

У 2015 році у зв'язку із сімейними обставинами вирішив завершити кар'єру арбітра, загалом обслуговував 55 матчів у Прем'єр-лізі України